# Der König in Thule
Pour les articles homonymes, voir Der König in Thule (Schubert).

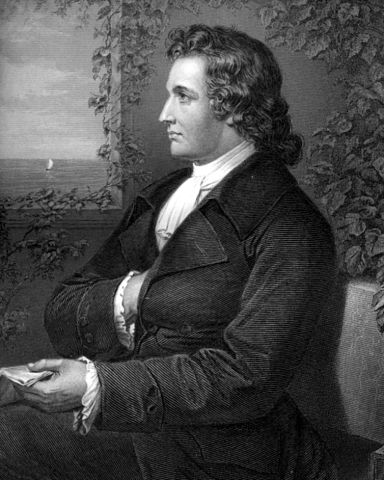
Portrait de Goethe.

Der König in Thule est un poème de Johann Wolfgang von Goethe écrit en 1774. Il est ultérieurement utilisé dans l'œuvre majeure du poète, Faust (partie 2, lignes 2759-82). 

## Histoire
Goethe avait déjà écrit en juillet 1774 un poème, Geistesgruß, considéré comme une ébauche de Der König in Thule. Il est soumis à quelques modifications, notamment sur le royaume mythique de Thulé, grâce aux conseils de Johann Gottfried Herder ; ce lieu passait pour être l'endroit le plus septentrional où s'étaient aventurés les marins grecs de l'Antiquité.
Le poème est publié en 1782.

## Poème

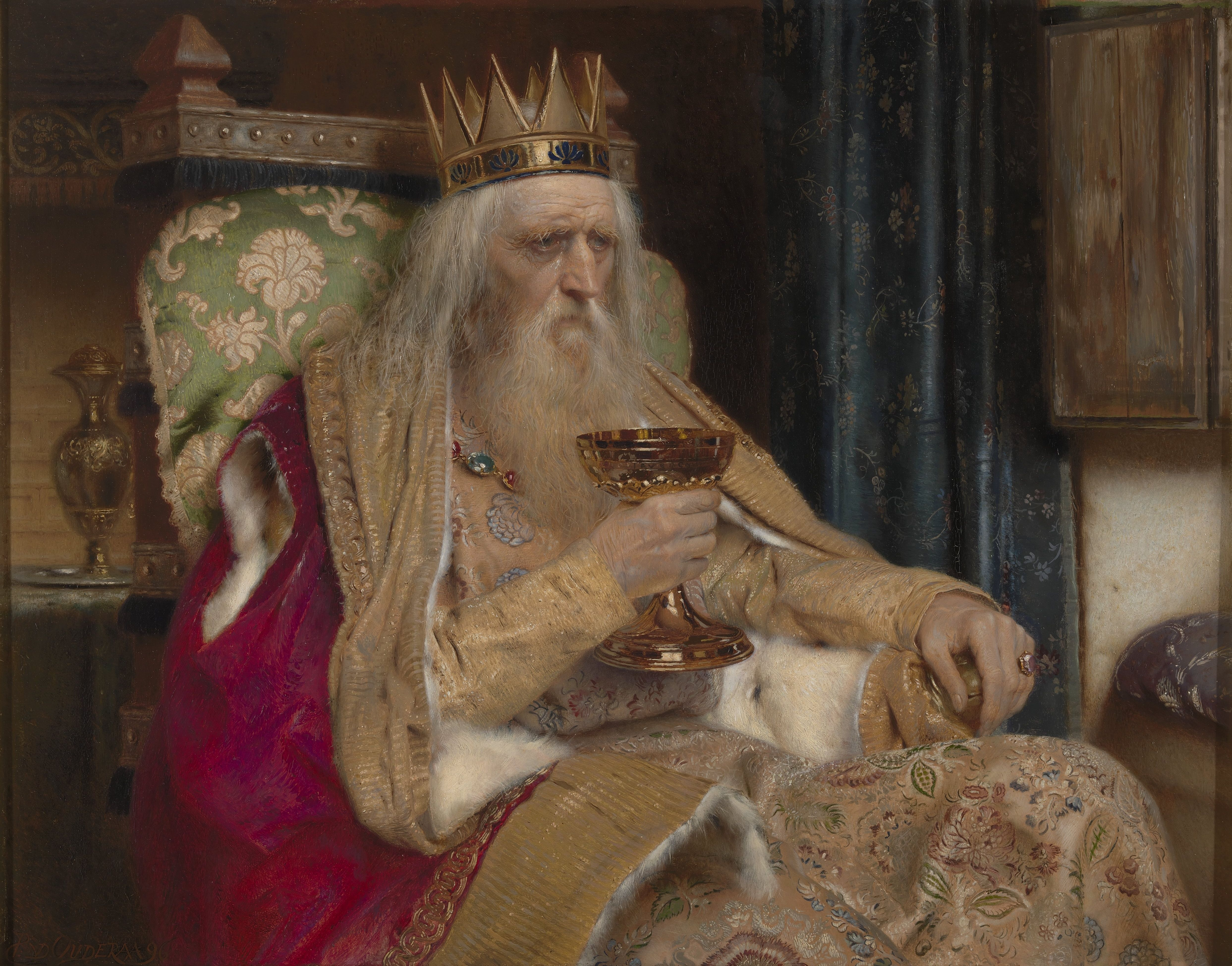
Pierre Jean Van der Ouderaa, Le Roi de Thulé, 1896.

Es war ein König in Thule,

Gar treu bis an das Grab,

Dem sterbend seine Buhle

Einen goldnen Becher gab.

Es ging ihm nichts darüber,

Er leert' ihn jeden Schmaus;

Die Augen gingen ihm über,

So oft er trank daraus.

Und als er kam zu sterben,

Zählt' er seine Städt' im Reich,

Gönnt' alles seinen Erben,

Den Becher nicht zugleich.

Er saß bei'm Königsmahle,

Die Ritter um ihn her,

Auf hohem Vätersaale,

Dort auf dem Schloß am Meer.

Dort stand der alte Zecher,

Trank letzte Lebensgluth,

Und warf den heiligen Becher

Hinunter in die Fluth.

Er sah ihn stürzen, trinken

Und sinken tief ins Meer,

Die Augen täten ihm sinken,

Trank nie einen Tropfen mehr.

## Traductions
Le poète français Gérard de Nerval publie une traduction du poème de Goethe dans La Bohème galante (1855). Il existe également d'autres traduction d'auteurs français, comme celle mise en musique par Charles Gounod dans son opéra Faust.
Il était un roi de Thulé
À qui son amante fidèle
Légua, comme souvenir d’elle,
Une coupe d’or ciselé.
C’était un trésor plein de charmes
Où son amour se conservait :
À chaque fois qu’il y buvait
Ses yeux se remplissaient de larmes.
Voyant ses derniers jours venir,
Il divisa son héritage
Mais il excepta du partage
La coupe, son cher souvenir.
Il fit à la table royale
Asseoir les barons dans sa tour ;
Debout et rangée alentour,
Brillait sa noblesse loyale.
Sous le balcon grondait la mer.
Le vieux roi se lève en silence,
Il boit, — frissonne, et sa main lance
La coupe d’or au flot amer !
Il la vit tourner dans l’eau noire,
La vague en s’ouvrant fit un pli,
Le roi pencha son front pâli…
Jamais on ne le vit plus boire.

## Thèmes abordés
Le poème aborde les thèmes de l'amour et de la mort.

## Musique
Ce poème a rencontré un grand succès populaire et a été mis en musique par plusieurs compositeurs :
- Karl Siegmund Freiherr von Seckendorff (1782)
- Wilhelm Schneider (1805)
- Johann Friedrich Reichardt (1809)
- Carl Friedrich Zelter a composé en 1812 un Lied, au piano, en la mineur.
- Franz Schubert a composé en 1816 un Lied en ré mineur.
- Antoni Henryk Radziwiłł
- Friedrich Silcher (1823)
- Hector Berlioz (1829 et 1846)
- Heinrich Marschner
- Franz Liszt (1843/revu en 1856)
- Robert Schumann (1849) a composé un chœur a cappella, opus 67, intitulé Der König von Thule.
- Charles Gounod
- Jacques Offenbach met en musique une parodie de ce poème dans son opéra-bouffe La Grande-Duchesse de Gérolstein (1867) - N°20b Couplets du Verre (acte III, 2e tableau)
- Eugène-Emile Diaz de la Peña (1873) a composé un opéra en 3 actes La Coupe du Roi de Thulé sur un livret de Louis Gallet et Edouard Blau
- Hans von Bülow
- Jean Fragerolle (1908) a composé Le Roi de Thulé, Légende du Nord en dix chants, sur un poème de Desveaux Vérité
- Hans Sommer (1920 ou 1921)
- Julius Röntgen (1931)
- Grailknights, un groupe metal allemand de Hanovre
- Molotow Soda, un groupe punk allemand
- Heimatærde un groupe medieval rock allemand
- Faun
- Maybebop (2011), un quartet vocal allemand.
- Urfaust (2011), un groupe néerlandais de black metal.